# Rallye d'Andalousie 2021
Navigation
Édition précédente Édition suivante
Le Rallye d'Andalousie 2021 (en espagnol : Andalucia Rally est la 2e édition du Rallye d'Andalousie. Il se déroule du 12 au 16 mai 2021 en Espagne.

## Présentation
Pour sa deuxième édition, le Rallye d'Andalousie fait partie de la coupe du monde des rallyes tout-terrain automobile. Cinq catégories sont organisées :
- Le rallye FIA, manche de la Coupe du monde
- un rallye auto Open, pour toutes les autos hors réglementation FIA/Dakar
- une catégorie moto, pour les pilotes confirmés de la discipline
- une catégorie quad, pour les pilotes confirmés de la discipline
- une catégorie Enduro Cup, pour les pilotes débutants en moto/quad en rallye raid[1].

## Parcours
Le rallye est organisé en boucle, avec un prologue et 4 étapes, entre Séville et Villamartín.

## Participants

### Nombre de participants
| Motos | Quads | Motos/Quads Enduro Cup | Autos FIA | Open SSV | Total |
| ----- | ----- | ---------------------- | --------- | -------- | ----- |
| 55    | 7     | 21                     | 74        | 40       | 197   |

## Vainqueurs d'étapes
| Étape | Étape                     | Moto              | Quad             | Enduro Cup            | Auto                             | Auto Open                          |
| ----- | ------------------------- | ----------------- | ---------------- | --------------------- | -------------------------------- | ---------------------------------- |
| 1     | Villamartín - Villamartín | Lorenzo Santolino | Sébastien Souday | Mitchel van den Brink | Nasser Al-Attiyah Mathieu Baumel | Jérémy Poret Brice Aloth           |
| 2     | Villamartín - Villamartín | Lorenzo Santolino | Sébastien Souday | Mitchel van den Brink | Carlos Sainz Lucas Cruz          | Jérémy Poret Brice Aloth           |
| 3     | Villamartín - Villamartín | Joan Barreda      | Sébastien Souday | Wiljan van Wikselaar  | Nasser Al-Attiyah Mathieu Baumel | Martin van den Brink Lisette Baker |
| 4     | Villamartín - Villamartín | Pablo Quintanilla | Sébastien Souday | Mitchel van den Brink | Carlos Sainz Lucas Cruz          | Jean-Benoît Houssin Gaëtan Houssin |

## Leaders du classement général après chaque étape
| Étape | Étape                     | Moto              | Quad             | Enduro Cup            | Auto                             | Auto Open                          |
| ----- | ------------------------- | ----------------- | ---------------- | --------------------- | -------------------------------- | ---------------------------------- |
| 1     | Villamartín - Villamartín | Lorenzo Santolino | Sébastien Souday | Mitchel van den Brink | Nasser Al-Attiyah Mathieu Baumel | Jérémy Poret Brice Aloth           |
| 2     | Villamartín - Villamartín | Lorenzo Santolino | Sébastien Souday | Mitchel van den Brink | Nasser Al-Attiyah Mathieu Baumel | Jérémy Poret Brice Aloth           |
| 3     | Villamartín - Villamartín | Joan Barreda      | Sébastien Souday | Wiljan van Wikselaar  | Nasser Al-Attiyah Mathieu Baumel | Jérémy Poret Brice Aloth           |
| 4     | Villamartín - Villamartín | Joan Barreda      | Sébastien Souday | Mitchel van den Brink | Nasser Al-Attiyah Mathieu Baumel | Martin van den Brink Lisette Baker |

## Classements finaux

### Nombre de classés
| Motos | Quads | Motos/Quads Enduro Cup | Autos FIA | Open SSV | Total |
| ----- | ----- | ---------------------- | --------- | -------- | ----- |
| 53    | 7     | 17                     | 62        | 32       | 171   |

### Motos
| Pos. | Pilote            | Constructeur | Temps            | Écart             |
| 1    | Joan Barreda      | Honda        | 10 h 47 min 32 s | —                 |
| 2    | Lorenzo Santolino | Sherco       | 10 h 51 min 00 s | + 3 min 28 s      |
| 3    | Pablo Quintanilla | Honda        | 10 h 58 min 01 s | + 10 min 29 s     |
| 4    | Joaquim Rodrigues | Hero         | 11 h 01 min 22 s | + 13 min 50 s     |
| 5    | Franco Caimi      | Hero         | 11 h 01 min 37 s | + 14 min 05 s     |
| 6    | Jacopo Cerutti    | Husqvarna    | 11 h 09 min 37 s | + 22 min 05 s     |
| 7    | Juan Pedrero      | Rieju        | 11 h 11 min 01 s | + 23 min 29 s     |
| 8    | Sebastian Bühler  | Hero         | 11 h 13 min 36 s | + 26 min 04 s     |
| 9    | Mathieu Doveze    | KTM          | 11 h 28 min 16 s | + 40 min 44 s     |
| 10   | Rui Gonçalves     | Sherco       | 11 h 30 min 11 s | + 42 min 39 s     |
| 11   | Julien Jagu       | KTM          | 11 h 37 min 21 s | + 49 min 49 s     |
| 12   | Jan Brabec        | KTM          | 11 h 44 min 02 s | + 56 min 30 s     |
| 13   | Paolo Lucci       | Husqvarna    | 11 h 47 min 01 s | + 59 min 29 s     |
| 14   | Jérôme Martiny    | Husqvarna    | 12 h 19 min 26 s | + 1h 31 min 54 s  |
| 15   | James Hillier     | KTM          | 12 h 27 min 44 s | + 1 h 40 min 12 s |

### Quads
| Pos. | Pilote            | Constructeur | Temps            | Écart              |
| 1    | Sébastien Souday  | Yamaha       | 12 h 32 min 19 s | —                  |
| 2    | Vincent Padrona   | Yamaha       | 13 h 02 min 21 s | + 30 min 02 s      |
| 3    | Toni Vingut       | Yamaha       | 13 h 11 min 13 s | + 38 min 54 s      |
| 4    | Laisvydas Kancius | Yamaha       | 13 h 50 min 51 s | + 1 h 18 min 32 s  |
| 5    | Zdenek Tuma       | Yamaha       | 14 h 06 min 18 s | + 1 h 33 min 59 s  |
| 6    | Nicolas Martinez  | Yamaha       | 14 h 34 min 39 s | + 2 h 02 min 20 s  |
| 7    | Alex Feliu        | Can-Am       | 32 h 01 min 47 s | + 19 h 29 min 28 s |

### Enduro Cup
| Pos. | Pilote                | Constructeur | Temps            | Écart             |
| 1    | Wiljan van Wikselaar  | KTM          | 11 h 56 min 11 s | —                 |
| 2    | Mitchel van den Brink | KTM          | 11 h 56 min 58 s | + 47 s            |
| 3    | Tiziano Interno       | Honda        | 12 h 56 min 03 s | + 59 min 52 s     |
| 4    | Nicolas Taboulet      | KTM          | 13 h 36 min 43 s | + 1 h 40 min 32 s |
| 5    | Sébastien Herbet      | Husqvarna    | 13 h 44 min 32 s | + 1 h 48 min 21 s |

### Autos
| Pos. | Pilote             | Copilote            | Constructeur | Catégorie | Temps            | Écart             |
| 1    | Nasser Al-Attiyah  | Mathieu Baumel      | Toyota       | T1        | 10 h 22 min 49 s | —                 |
| 2    | Carlos Sainz       | Lucas Cruz          | Mini         | T1        | 10 h 23 min 32 s | + 43 s            |
| 3    | Yazeed Al-Rajhi    | Dirk von Zitzewitz  | Toyota       | T1        | 10 h 34 min 15 s | + 11 min 26 s     |
| 4    | Erik van Loon      | Sébastien Delaunay  | Toyota       | T1        | 10 h 45 min 26 s | + 22 min 37 s     |
| 5    | Mattias Ekström    | Emil Bergkvist      | Mini         | T1        | 10 h 54 min 03 s | + 31 min 14 s     |
| 6    | Vaidotas Žala      | Paulo Fiúza         | Mini         | T1        | 10 h 58 min 45 s | + 35 min 56 s     |
| 7    | Cristina Gutiérrez | François Cazalet    | OT           | T3        | 11 h 07 min 59 s | + 45 min 10 s     |
| 8    | Laia Sanz          | Daniel Oliveras     | Mini         | T1        | 11 h 12 min 32 s | + 49 min 43 s     |
| 9    | João Ferreira      | David Monteiro      | Toyota       | T1        | 11 h 24 min 04 s | + 1 h 01 min 15 s |
| 10   | Grégoire de Mévius | André Leyh          | Henrard      | T1        | 11 h 27 min 54 s | + 1 h 05 min 05 s |
| 11   | Denis Krotov       | Konstantin Zhiltsov | Mini         | T1        | 11 h 29 min 44 s | + 1 h 06 min 55 s |
| 12   | Austin Jones       | Gustavo Gugelmin    | Can-Am       | T4        | 11 h 31 min 08 s | + 1 h 08 min 19 s |
| 13   | Lionel Baud        | Loïc Minaudier      | PH-Sport     | T3        | 11 h 32 min 01 s | + 1 h 09 min 12 s |
| 14   | Santiago Carnicer  | Guifré Pujol        | Ford         | T1        | 11 h 37 min 24 s | + 1 h 14 min 35 s |
| 15   | Khalifa Al-Attiyah | Xavier Panseri      | Can-Am       | T4        | 11 h 44 min 32 s | + 1 h 21 min 43 s |
| 16   | Guy Housset        | Gérard Dubuy        | Optimus      | T1        | 11 h 52 min 31 s | + 1 h 29 min 42 s |
| 17   | Paulo Ferreira     | Jorge Monteiro      | Toyota       | T1        | 11 h 57 min 59 s | + 1 h 35 min 10 s |
| 18   | Kees Koolen        | Mirjam Pol          | Can-Am       | T4        | 12 h 01 min 57 s | + 1 h 39 min 08 s |
| 19   | Michaël Pisano     | Max Delfino         | Optimus      | T1        | 12 h 10 min 55 s | + 1 h 48 min 06 s |
| 20   | Hernan Garces      | Juan Pablo Latrach  | Can-Am       | T4        | 12 h 11 min 36 s | + 1 h 48 min 47 s |

### Autos Open
| Pos. | Pilote                 | Copilote                | Constructeur | Catégorie | Temps            | Écart         |
| 1    | Martin van den Brink   | Lisette Bakker          | Can-Am       | SSV       | 11 h 30 min 01 s | —             |
| 2    | Jean-Olivier Albaret   | Jean Brucy              | Can-Am       | SSV       | 11 h 40 min 29 s | + 10 min 28 s |
| 3    | Jean-Philippe Theuriot | Patrick Prot            | Nissan       | Auto      | 11 h 41 min 20 s | + 11 min 19 s |
| 4    | Dave Klaassen          | Tessa Rooth             | Nissan       | Auto      | 11 h 47 min 38 s | + 17 min 37 s |
| 5    | Ruben Mañas            | Sergio Mateo            | Can-Am       | SSV       | 11 h 49 min 26 s | + 19 min 25 s |
| 6    | Stéphane Zosso         | Caroline Zosso          | Can-Am       | SSV       | 11 h 53 min 50 s | + 23 min 49 s |
| 7    | Jean-Benoît Houssin    | Gaëtan Houssin          | Can-Am       | SSV       | 11 h 54 min 55 s | + 24 min 54 s |
| 8    | Antoine Vitse          | Benoît Liefooghe        | Can-Am       | SSV       | 11 h 56 min 29 s | + 26 min 28 s |
| 9    | Jan Peter Hartog       | Mark Salomons           | Toyota       | Auto      | 11 h 57 min 40 s | + 27 min 39 s |
| 10   | Dominique Mary         | Jean-François Palissier | Can-Am       | SSV       | 12 h 20 min 43 s | + 50 min 42 s |